# شانس تو (فیلم)
شانس تو (انگلیسی: Lucky You) یک فیلم درام آمریکایی به کارگردانی کرتیس هنسن محصول سال ۲۰۰۷ است. فیلمبرداری این فیلم در لاس وگاس ولی انجام شد. این فیلم از تا حدی از فیلم تنها بازی در شهر (۱۹۷۰) الهام گرفته شده‌است.
این فیلم به‌طور کلی نقدهای منفی از سوی منتقدان دریافت کرد. در راتن تومیتوز دارای ۲۹ درصد تاییدیه است. اجماع سایت بیان می‌کند: فیلم سعی می‌کند یک داستان عاشقانه را با دنیای پرمخاطره پوکر ترکیب کند، اما با دست خالی می‌آید.

## داستان
یک بازیکن پوکر حرفه‌ای در لاس وگاس تلاش می‌کند در یک مسابقه برنده شود اما از طرفی در مواجه با مشکلات شخصی خود بازنده است و…

## بازیگران
- اریک بانا
- درو بریمور
- رابرت دووال
- دبرا مسینگ
- رابرت داونی جونیور
- هوریشیو سنز
- جین اسمارت
- کلوین هان یی
- مایکل شنون
- دنی هوچ
- ایوان جونز
- فیلیس سامرویل